# SEB Bankas
De SEB Bankas is een grote spaarbank in Litouwen en onderdeel van de Zweedse SEB Group.